# Hymenolobium nitidum
Hymenolobium nitidum es una especie de planta floral del género Hymenolobium, tribu Dalbergieae, subfamilia, Faboideae.

## Distribución
Se distribuye por Brasil y Guyana. Crece en el bioma tropical húmedo.

## Taxonomía
Fue descrita por Benth. y publicada en J. Proc. Linn. Soc., Bot. 4(Suppl.): 84 (1860).
Sinónimos heterotípicos
- Hymenolobium complicatum Ducke in Arch. Jard. Bot. Rio de Janeiro 3: 158 (1922).[2]